# Liste der Biografien/Engu
Liste der Biografien |
Portal Biografien |
Personensuche
# |
A |
B |
C |
D |
E |
F |
G |
H |
I |
J |
K |
L |
M |
N |
O |
P |
Q |
R |
S |
T |
U |
V |
W |
X |
Y |
Z |
?
 
Ea |
Eb |
Ec |
Ed |
Ee |
Ef |
Eg |
Eh |
Ei |
Ej |
Ek |
El |
Em |
En |
Eo |
Ep |
Eq |
Er |
Es |
Et |
Eu |
Ev |
Ew |
Ex |
Ey |
Ez
 
Ena |
Enb |
Enc |
End |
Ene |
Enf |
Eng |
Enh |
Eni |
Enj |
Enk |
Enl |
Enm |
Enn |
Eno |
Enq |
Enr |
Ens |
Ent |
Enu |
Env |
Enw |
Enx |
Eny |
Enz
 
Enga |
Engb |
Engd |
Enge |
Engf |
Engg |
Engh |
Engi |
Engj |
Engl |
Engm |
Engn |
Engo |
Engq |
Engr |
Engs |
Engu |
Engv |
Engw
Die Liste der Biografien führt alle Personen auf, die in der deutschsprachigen Wikipedia einen Artikel haben. Dieses ist eine Teilliste mit 14 Einträgen von Personen, deren Namen mit den Buchstaben „Engu“ beginnt.

## Engu

### Engue
- Enguelle, Moses (* 1974), französischer Fußballspieler und -trainer
- Enguene, Lionel (* 1996), kamerunischer Fußballspieler
- Enguerrand de Bournonville († 1414), Kriegsherr im Dienst des Herzogs von Burgund
- Enguerrand I., Graf von Ponthieu
- Enguerrand I. de Coucy, Herr von Boves, La Fère und Coucy
- Enguerrand II. († 1053), Graf von Ponthieu und Herr von Aumale
- Enguerrand II. de Boves, Herr von Boves
- Enguerrand II. de Coucy, Herr von Coucy, Marle, Vervins, Pinon, Crépy, Crécy-sur-Serre und La Fère
- Enguerrand III. de Coucy (* 1182), Herr von Coucy
- Enguerrand IV. de Coucy († 1310), Herr von Coucy, Marle, La Fére, Crèvecœur und Montmirail, Vizegraf von Meaux
- Enguerrand VI. de Coucy (1313–1346), Herr von Coucy, Marle, La Fére, Oisy und Montmirail
- Enguerrand VII. de Coucy († 1397), Herr von Coucy

### Engur
- Engur, Yekosofati Atoke (1920–1977), ugandischer Politiker und Diplomat
- Engurait, Simon Peter (* 1971), ugandisch-US-amerikanischer römisch-katholischer Geistlicher, Bischof von Houma-Thibodaux